# SN 2008aa
SN 2008aa – supernowa typu II odkryta 7 lutego 2008 roku w galaktyce UGC 7799. W momencie odkrycia miała maksymalną jasność 18,90m.